# Чермянский проезд
Чермя́нский прое́зд — улица на севере Москвы, находится в районе Северное Медведково (Северо-восточный административный округ). Назван в 1968 году по расположению у реки Чермянка одновременно с Чермянской улицей.

## Расположение
Чермянский проезд находится в промышленной зоне Медведково между Чермянской и Широкой улицами.

## Предприятия и организации
По нечётной стороне:
- № 5 — торговый дом «АВК»;
- № 7 — производственно-коммерческий центр;
- № 31В — Стройцентробетон;

По нечётной стороне:
- № 4А — Моспромстройкомплект.

## Галерея

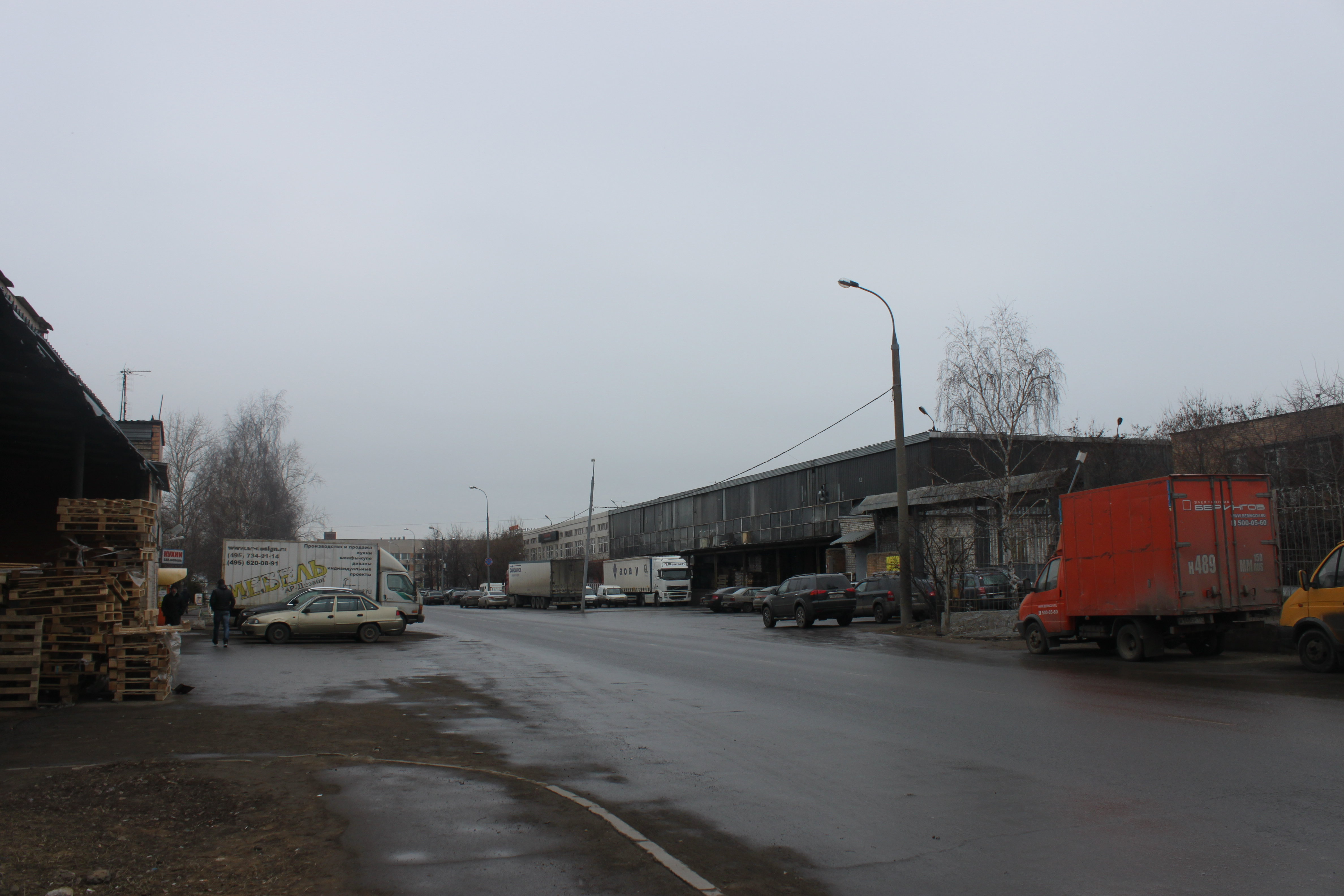
Вид на улицу Широкая
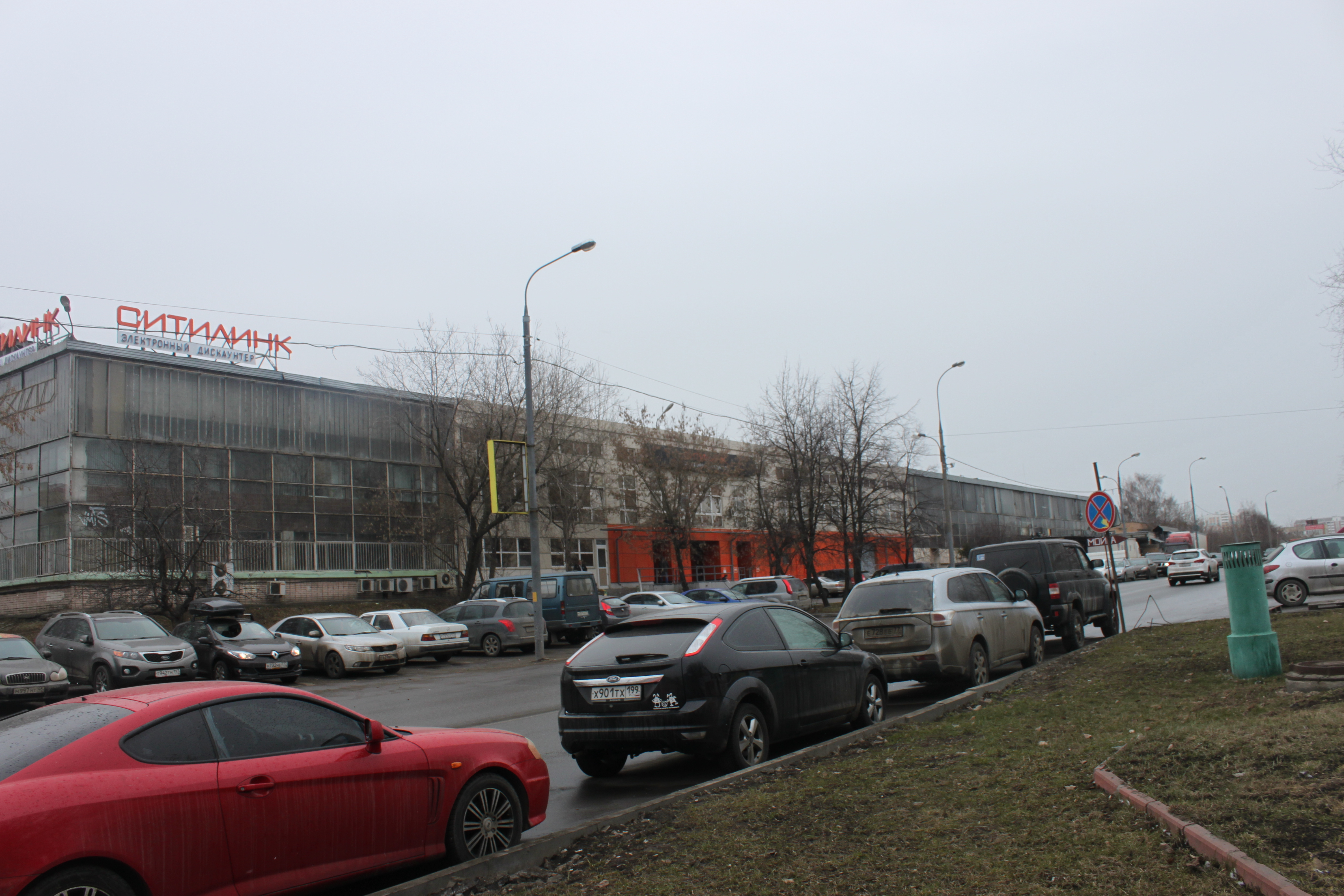
Промзона